# ادموند غنفيل
ادموند غنفيل (بالإنجليزية: Edmund Gonville)‏ (توفي 1351) الذي أسست قاعة غنفيل كنيسة السيدة العذراء في عام 1348، والتي أصبحت في وقت لاحق أعيد تأسيسها من قبل جون كيوس لتصبح قاعة غنفيل وكلية كيوس. كان غنفيل قاعة مؤسسته الثالوث. قبل هذا كان قد أسسها منزلين الدينية، وكلية في ريشفورد، نورفولك، 1342 (قمعت في عام 1541) ومستشفى سانت جون في لين، نورفولك. أصل ثروته هو غامض.
كان والده وليام غنفيل، فرنسي مقيم في انكلترا، كان يملك عزبة التعلم وغيرها من الممتلكات في نورفولك. وكان الابن الأكبر (وليام) السير نيكولاس غنفيل الذي تزوج وريثة لعائلة متعلمة.
عمل غنفيل عند الملك إدوارد الثالث في إنكلترا، حيث اقرض له المال. وفي المقابل كوفئ انه تم تعيينه في منصب كاتب الملك (عنوان عرفت فيما بعد باسم وزيرة الخارجية). [1] ، بدعم من السير والتر ماني، التمس من إدوارد الثالث الحصول على إذن لإنشاء كلية لـ 20 عالما في جامعة كامبريدج، تم منح إذن وأصدر إدوارد الثالث مقررا رسميا ملكيا في يناير كانون الثاني 1348. [1]
وقيل انه دفن في الأبرشية من المقبرة الصعود في كامبريدج.